# Le cochon dingue

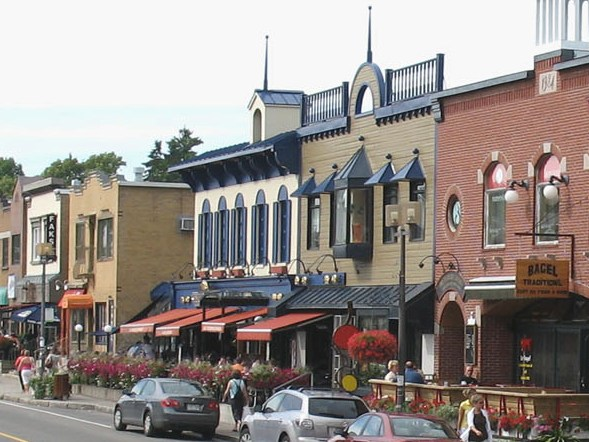
Succursale sur l'Avenue Maguire, à Sillery (Québec).

Le cochon dingue est une chaîne de restaurants de la région de Québec, spécialisée d'une cuisine d'inspiration parisienne, avec un accent à la québécoise. Parmi ses incontournables, on y retrouve le pot en pot aux fruits de mer, les fameuses côtes levées, le steak-frites et les petits-déjeuners. 

## Historique
Le premier Cochon dingue, avec ses 32 couverts, est ouvert le 14 juillet 1979 par Pierre-Yves Saradet et Diane Hamelin, rue du Petit-Champlain (Quartier Petit Champlain). Il est racheté en mai 1987 par Jacques et France Gauthier, qui fondent le groupe Restos Plaisirs qui compte en 2009 neuf restaurants et plus de 500 employés.
Ils créent sous la même enseigne de nouveaux établissements boulevard René-Lévesque à Québec, en avril 1990, Avenue Maguire (Sillery) en novembre 1992 et boulevard Lebourgneuf (Neufchâtel-Est–Lebourgneuf) en décembre 2007.